# ACE (автоклуб)
ACE (англ.  и нем. Auto Club Europa) — автомобильный клуб Европы; второй по величине в Германии, после ADAC и AvD. Имеет около 550.000 членов.

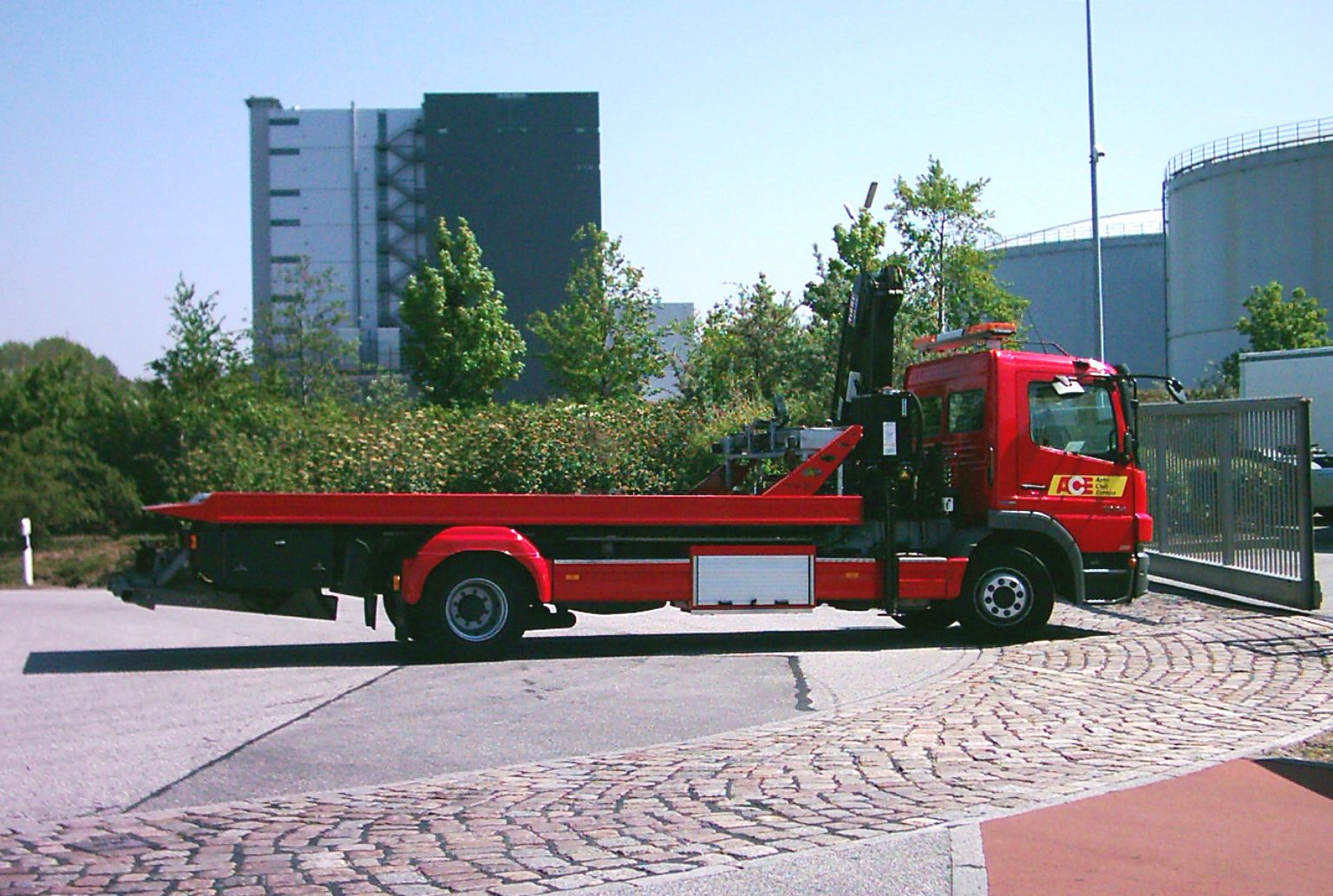
Эвакуатор для перевозки автомобилей автоклуба ACE

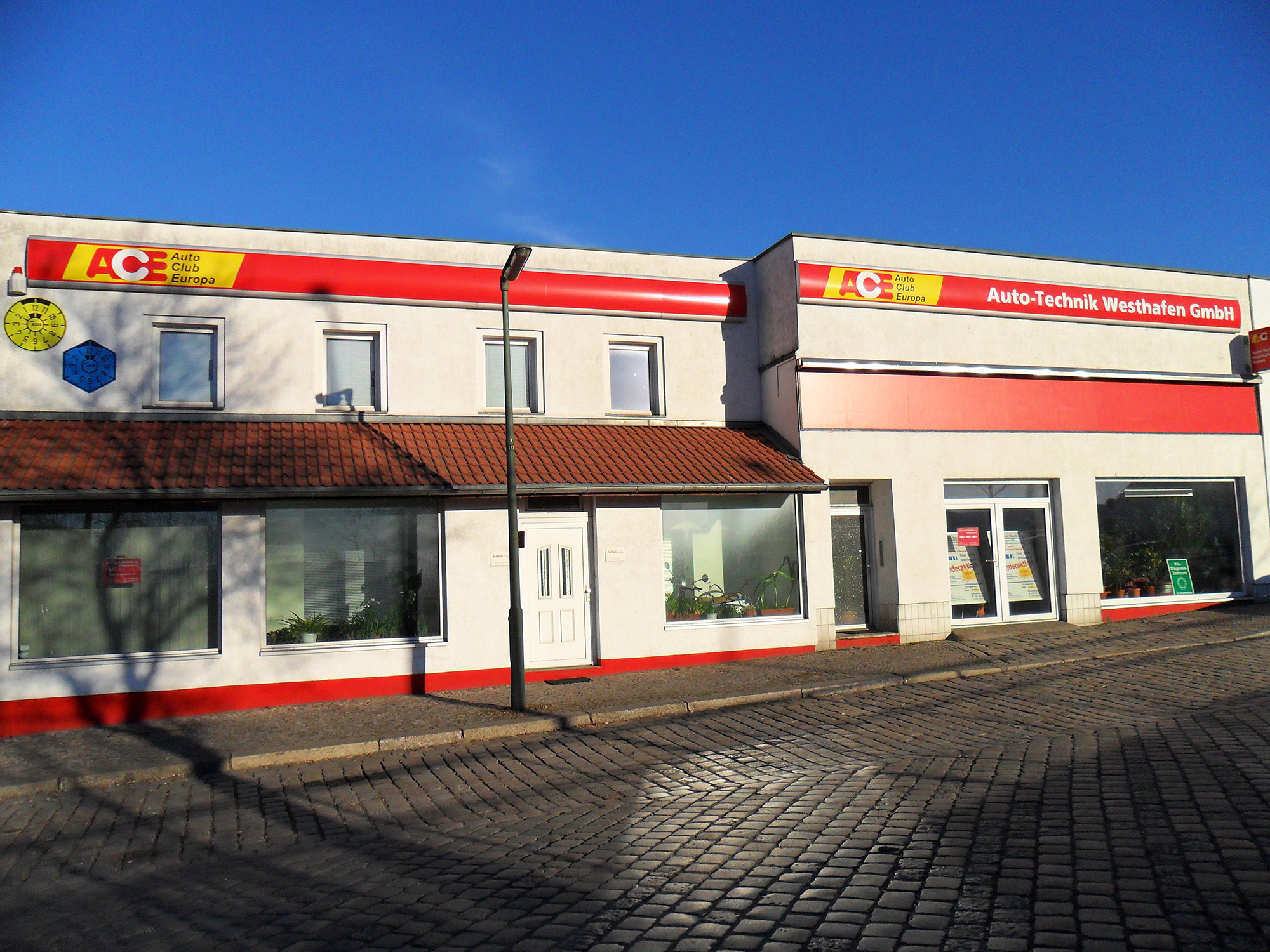
ACE-мастерская (Берлин)

## История
ACE был основан 16 июля 1965 профессиональным союзом Германии. В 1969 он набрал примерно 300 000 членов и стал вторым по величине автомобильным клубом в Германии, а в 1974 году насчитывал 400 000 членов.

## Структура
Главное управление автоклуба находится в городе Штутгарт. Подразделяется на шесть регионов:
1. Север (Шлезвиг-Гольштейн, Гамбург, Бремен, Нижняя Саксония)
2. Северный Рейн — Вестфалия
3. Бавария
4. Восточная Германия (Neue Bundesländer)
5. Юго-запад Германии (Баден-Вюртемберг, без Tauberfranken)
6. Запад (Саар, Рейнланд-Пфальц, Гессен, de:Tauberfranken)